# بارپنگاری، کوئینزلند
بارپنگاری (به انگلیسی: Burpengary) یک حومه شهر در استرالیا است که در کوئینزلند واقع شده‌است.

## حمل و نقل
ایستگاه راه‌آهن بارپنگاری به شبکه‌های منظم سرویس حمل‌ونقل کوئینزلند از ریلی شهر به بریزبن و ایپسویچ، خدمات می‌رساند و هم‌چنین کابولاچور، کوئینزلند و ساحل آفتاب را نیز در بر می‌گیرد. بارپنگاری از طریق منطقه‌ای به وسیله‌ی خطوط اتوبوس‌رانی  کنگورو عمدتا  به ردکلیف و کابولاچور، کوئینزلند سرویس می‌دهند.